# Roberto Rotondo
Roberto Rotondo Mendoza (Callao, 26 de febrero de 1936 - ) es un economista y empresario peruano. Fue Ministro de Industria en el segundo gobierno de Fernando Belaúnde Terry.

## Biografía
Nació en la Provincia constitucional del Callao en 1936. Hijo del empresario pesquero Roberto Rotondo Grimaldi y Laura Mendoza Landívar.
Realizó sus estudios escolares en el Colegio de la Inmaculada de Lima.
Ingresó a la Pontificia Universidad Católica del Perú, en la cual se graduó como bachiller en Ciencias Económicas y Empresariales y obtuvo el título de contador público.
Se casó con Dora Pawlikowski Andrade con quien tuvo 5 hijos: Roxana, Roberto, Silvana, Mariana y Giovanni.

## Actividad política
Ingresó al Partido Popular Cristiano (PPC) desde su fundación en 1966. En el partido, fue Secretario Departamental del Callao, luego llegó a ser Secretario Nacional de Organización y Secretario Nacional de Desarrollo. 
Fue parte del comité de campaña del PPC para las elecciones generales de 1980.
Fue también designado como representante Plenipotenciario ante la Comisión del Grupo Andino.

### Ministro de Industria
El 28 de julio de 1980 fue nombrado como Ministro de Industria, Turismo, Integración y Negociaciones Comerciales Internacionales por el presidente Fernando Belaúnde Terry.
Desde su designación como ministro, buscó generar confianza en el sector industrial y generar condiciones para desarrollar pequeñas y medianas empresas en el país.
Renunció al cargo en 1981, tras cumplir un año en este.